# Najad med snäckor i händerna

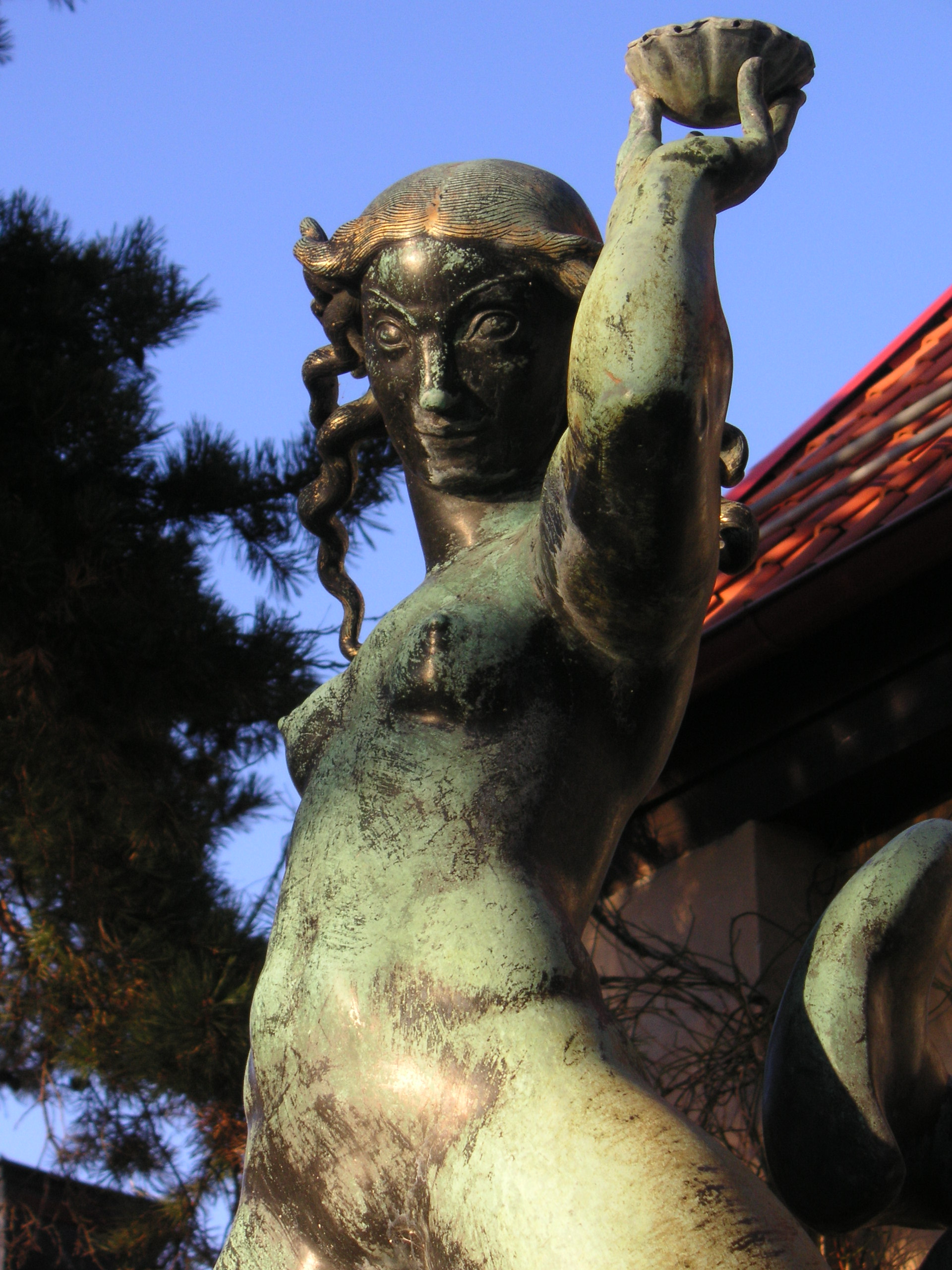
Najad med snäckorna

Najad med säckor i händerna är en brons- och marmorskulptur av Carl Milles som finns bland annat på Millesgården på Lidingö.
Bronsskissen blev klar 1916 och 1918 avslutade Milles den första versionen av Susannafontänen och Najad med snäckor i händerna, det finns även en version Najad med fiskar i händerna. Hon sitter högst uppe på krönet av en snäcka i en stor skål av marmor, omgiven av sprittande fiskar. Marmorskålen stå på en ca. två meter hög tvinnad marmorpelare.
Najaden med snäckor i händerna är en av de många fontänskapelser som tillkom under första världskriget.